# Myopites longirostris
Myopites longirostris är en tvåvingeart som först beskrevs av Friedrich Hermann Loew 1846.  Myopites longirostris ingår i släktet Myopites och familjen borrflugor. Inga underarter finns listade i Catalogue of Life.